# Фенстерсейфер, Элтон
Э́лтон Фенстерсейфер (порт.-браз. Élton Fensterseifer; 30 сентября 1937, Рока-Салис — 22 декабря 2010, Порту-Алегри), иногда Элтон Фенстерзайфер — бразильский футболист, полузащитник.

## Карьера
Элтон начал карьеру в команде «Эсперанса». Затем он играл за клуб «Конкордия», совмещая выступления с работой бухгалтером. В 1955 году он перешёл в клуб «Гремио», где дебютировал 5 мая в матче с «Насьоналом» (2:0). 4 декабря Элтон забил первый мяч за клуб, поразив ворота сборной муниципалитета Алегрети. В следующем году «Гремио» стал чемпионом штата Риу-Гранди-ду-Сул, но полузащитник дебютировал в турнире лишь 24 февраля 1957 года, где сыграл против клуба «Пелотас» (2:1), в результате сыграв только две игры в победном соревновании. Затем футболист ещё 4 года подряд повторял победу в первенстве. В 1961 году он участвовал в первом турне клуба по Европе. В 1962 года Элтон завоевал свой последний титул с «Гремио». Всего за клуб он провёл 325 матчей (217 побед, 57 ничьих и 51 поражение) и забил 79 голов. Последний матч за «Гремио» Элтон сыграл 7 февраля 1963 года в дерби с «Интернасьоналом», в котором его клуб выиграл 4:2.
В начале 1963 года Элтон перешёл в клуб «Ботафого». Он выиграл в составе команды турнир Рио — Сан-Паулу в 1964 году. Но уже в 1964 году полузащитник объявил, что не будет продлевать контракт с командой. Причиной этого футболист назвал то, что его супруга не смогла адаптироваться к жизни в Рио-де-Жанейро и очень скучала по родне, оставшейся в Риу-Гранди-ду-Сул. Полузащитник с семьёй возвратился в Порту-Алегри и некоторое время ждал предложение договора от «Гремио», но оно не поступило, зато в 1965 году удалось заключить договор с другим ведущим клубом штата, «Интернасьоналом». Элтон выступал в составе команды до 1970 года, выиграв два чемпионата штата и дважды заняв второе место в Кубке Роберто Гомеса Педрозы. В 1970 году он завершил спортивную карьеру и в том же году получил премию Белфорта Дуарте.
В 1960 году Элтон был вызван в состав сборной Бразилии для участия в Панамериканском чемпионате. 6 марта, в первом матче турнира с Мексикой (2:2), Элтон с пенальти забил первый на соревновании гол. 17 марта он сделал дубль во встрече со сборной Коста-Рики. 20 марта на том же соревновании Элтон провёл последний матч за сборную Бразилии, в которой его команды победила Аргентину со счётом 1:0. Всего за национальную команду полузащитник сыграл 6 матчей и забил 3 гола.
Завершив игровую карьеру, Элтон провёл два срока в качестве депутата законодательного собрания штата с 1971 по 1979 год. Затем устроился работать в банк Caixa Econômica Federal, позже трудился администратором стадиона Бейра-Рио. Его племянник Роберто также стал футболистом. У него было четверо детей.

## Международная статистика
| Матчи Элтона за сборную Бразилии | Матчи Элтона за сборную Бразилии | Матчи Элтона за сборную Бразилии | Матчи Элтона за сборную Бразилии | Матчи Элтона за сборную Бразилии | Матчи Элтона за сборную Бразилии | Матчи Элтона за сборную Бразилии |
| -------------------------------- | -------------------------------- | -------------------------------- | -------------------------------- | -------------------------------- | -------------------------------- | -------------------------------- |
| №                                | Дата                             | Место проведения                 | Оппонент                         | Счёт                             | Голы                             | Турнир                           |
| 1                                | 6 марта 1960                     | Сан-Хосе                         | Мексика                          | 2:2                              | 1                                | Панамериканский чемпионат        |
| 2                                | 10 марта 1960                    | Сан-Хосе                         | Коста-Рика                       | 0:3                              | —                                | Панамериканский чемпионат        |
| 3                                | 13 марта 1960                    | Сан-Хосе                         | Аргентина                        | 1:2                              | —                                | Панамериканский чемпионат        |
| 4                                | 15 марта 1960                    | Сан-Хосе                         | Мексика                          | 2:1                              | —                                | Панамериканский чемпионат        |
| 5                                | 17 марта 1960                    | Сан-Хосе                         | Коста-Рика                       | 4:0                              | 2                                | Панамериканский чемпионат        |
| 6                                | 20 марта 1960                    | Сан-Хосе                         | Аргентина                        | 1:0                              | —                                | Панамериканский чемпионат        |

## Достижения
- Чемпион штата Риу-Гранди-ду-Сул: 1956, 1957, 1958, 1959, 1960, 1962, 1969, 1970
- Победитель турнира Рио — Сан-Паулу: 1964